# Lorvotuzumab mertansine
Il lorvotuzumab mertansine o IMGN901, è un anticorpo monoclonale di tipo umanizzato utilizzato per il trattamento di forme di tumore CD56 positivo (tumore del polmone a piccole cellule e tumore dell'ovaio). L'anticorpo, legato alla mertansina (un agente citotossico), agisce sull'antigene CD56 ed è approvato per il trattamento del carcinoma a cellule di Merkel.